# Вироид
Вироид е растителен вирус, който няма белтъчна обвивка. Той съдържа само кръгова едноверижна РНК, която представлява неговата генетична информация. Вириодната РНК се състои от около 300-350 нуклеотида. Пренасят се чрез поленовия прашец и пряко през наранената повърхност на растението.
Понятието „вироиди“ за пръв път е използвано от Алтенбург за означаване на хипотетични живи форми – предшественици на вирусите. По-късно със същия термин си служи Дайнер, назовавайки с него група особени инфекциозни агенти по растенията. Днес понятието „вироиди“ се среща все по-често в научната литература. Първият представител на тази уникална група субвирусни частици е открит през 1967 г. Той е изолиран от картофи, които в резултат на заболяване са получили вретеновидно-възловидни деформации.
Не е напълно изяснено как вироидите попадат в клетката и как точно става заразяването на растенията с тях.